# ナーイフ・ビン・マルズーク・ビン・マーニア・アル＝ファハーディー

ナーイフ・ビン・マルズーク・ビン・マーニア・アル＝ファハーディー（2017年）

ナーイフ・ビン・マルズーク・ビン・マーニア・アル＝ファハーディー（アラビア語: نايف بن مرزوق بن مانع الفهادي Nāyif bin Marzūq bin Māniʿa al-Fahādī、英語: Nayef bin Marzouq bin Manea Al-Fahadi、1973年 -）は、サウジアラビアの政治家、外交官。元特命全権大使。日本の宮崎国際大学で学士を、オーストラリアのモナシュ大学で法学修士を取得している。

## 経歴
2011年、当時まだ一介の王子であったムハンマド・ビン・サルマーン皇太子の肝煎りで若年者の社会参画と雇用促進を目的とするミスク財団が設立されたが、アル＝ファハーディーはミスク財団の取締役会に名を連ねており、財団の顧問も務めていた。2013年には、諮問評議会議員（立憲君主国の国会議員に相当）として奉職。また、サウジアラビア通貨機構（SAMA）顧問やSAMA傘下の銀行業研究所（IOB）教職員、リヤド競争力センター（RCC）最高経営責任者などを歴任した。
2019年2月10日、サルマーン国王の前で駐日大使拝命を宣誓した。同年3月11日、東京の国立劇場で安倍晋三内閣総理大臣や秋篠宮文仁親王・文仁親王妃紀子が臨席する東日本大震災八周年追悼式が開催されたが、この追悼式にアル＝ファハーディー大使も参列している。その後、大使は読売新聞に「災害を思い出して教訓とする」と題する意見広告を出稿して、サウジアラビアも日本国民と同様に東日本大震災の被災地の様子を知って痛めて被災者支援に動いた事実を挙げると共に、意志の強さと忍耐力を持つ日本国民であれば被災の痕跡を消せるであろうとの信頼と展望を語った上で、被災により家族を亡くした遺族への哀悼の意を表明した。同年4月5日、皇居で信任状を捧呈し、駐日大使として正式に就任。アル＝ファハーディーは、平成時代に信任状を捧呈した最後の駐日大使となった。
2019年10月21日、即位礼正殿の儀参列のため訪日していたトゥルキー・アル・ファイサル王子が迎賓館赤坂離宮で安倍晋三内閣総理大臣と会談を行ったが、この二国間会談にアル＝ファハーディー大使も同席している。翌22日、皇居正殿松の間で今上天皇の即位礼正殿の儀が執り行われ、トゥルキー王子と共に参列した。
2019年11月18日、母校の宮崎国際大学で在学生や卒業生、宮崎の地元住民を前に講演を行った。